# Charles de Gaulle (Schiff)
Die Charles de Gaulle ist ein nuklear angetriebener Flugzeugträger und das Flaggschiff und größte Schiff der französischen Marine. Sie ersetzt die Flugzeugträger Foch und Clemenceau und ist nach dem französischen General und Staatsmann Charles de Gaulle benannt.

## Allgemeines
Die Charles de Gaulle (NATO-Kennung R 91) ist im Vergleich zu den von den Vereinigten Staaten eingesetzten Flugzeugträgern relativ klein. Sie ist 261,5 m lang, 64,36 m breit und 75 m hoch. Bei einer Verdrängung von 42.500 Tonnen hat sie eine Besatzung von etwa 1950 Personen und kann als Truppentransporter zusätzlich 800 Soldaten aufnehmen. Die Fläche des Flugdecks beträgt ca. 12.000 m², die Hangars haben eine Fläche von ca. 4.600 m².
Die Charles de Gaulle ist – als einziger Flugzeugträger außerhalb der US Navy – atomar angetrieben und kann ohne Beschränkungen 1000 km am Tag zurücklegen. Der Träger kann theoretisch bis zu 45 Tage autonom operieren.
Bestückt ist sie in der Regel mit 40 Fluggeräten der Typen:
- Jagdflugzeuge: Dassault Rafale Marine
- Jagdbomber: modernisierte Dassault Super Étendard bis Juli 2016
- Luftraumüberwachung Grumman E-2 Hawkeye
- Hubschrauber vom Typ Eurocopter AS 565 Panther für Rettungs- und U-Boot-Abwehreinsätze

Bei einer Einsatzdauer von sieben Tagen können maximal 100 Flüge pro Tag absolviert werden. Der minimale Zeitabstand zwischen zwei Starts bzw. Landungen beträgt 30 Sekunden.

## Geschichte

### Kontext
Die Charles de Gaulle ersetzte die konventionell angetriebenen Flugzeugträger Clemenceau und Foch, die 1961 bzw. 1963 in Dienst gestellt wurden. Bereits in den 1970er Jahren wurde erstmals über einen Ersatz diskutiert, da an beiden Flugzeugträgern immer wieder Probleme auftraten.

### Bau

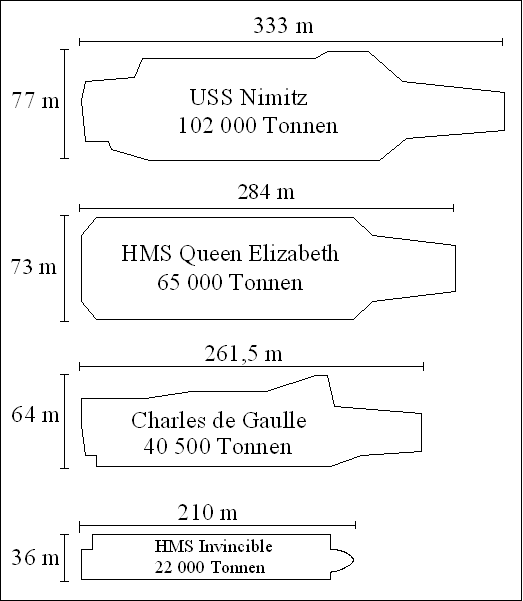
Schematischer Vergleich mit anderen Trägern

Baubeginn der Charles de Gaulle war am 25. November 1987. Der Rohbau wurde im April 1989 in der DCN-Werft in Brest zusammengesetzt. Bauende war im Mai 1994; mit 42.500 Tonnen war die Charles de Gaulle das größte Kriegsschiff Westeuropas seit der Indienststellung der britischen Ark Royal im Jahr 1950.
Durch die Nutzung der Bauwerft in Brest war die maximale Länge des Schiffs beschränkt, was zu ungewöhnlichen Lösungen zwang. So wurde das Flugdeck sehr breit angelegt, um die nötige Bewegungsfreiheit an Deck zu erhalten. Dadurch wurde der Einsatz einer aktiven Stabilisierung (SATRAP) nötig, die zusätzlich durch zwölf verschiebbare Gewichte von je 22 t unterstützt wird (System COGITE).
Zum Antrieb dienen zwei Druckwasserreaktoren vom Typ K-15, wie sie in französischen Unterseebooten verwendet werden. Sie liefern auch den Dampf zum Betrieb der beiden Katapulte. Diese Katapulte entsprechen dem US-amerikanischen Modell C13, sind aber nur 75 m lang (gegenüber 90 m auf den US-Trägern). Auch die aus drei Fangseilen bestehende Landeanlage entspricht denen der US Navy.
Der Träger wurde 1996 auf den Namen Richelieu getauft, aber bereits im Jahr darauf vom damaligen Präsident Jacques Chirac in Charles de Gaulle umbenannt.

### Spionage
1993 wurde laut Medienberichten eine Gruppe MI6-Offiziere enttarnt, die sich als Ingenieure ausgegeben hatten. Es wird davon ausgegangen, dass sie den Nuklearreaktor ausspionieren wollten.

### Tests und technische Probleme

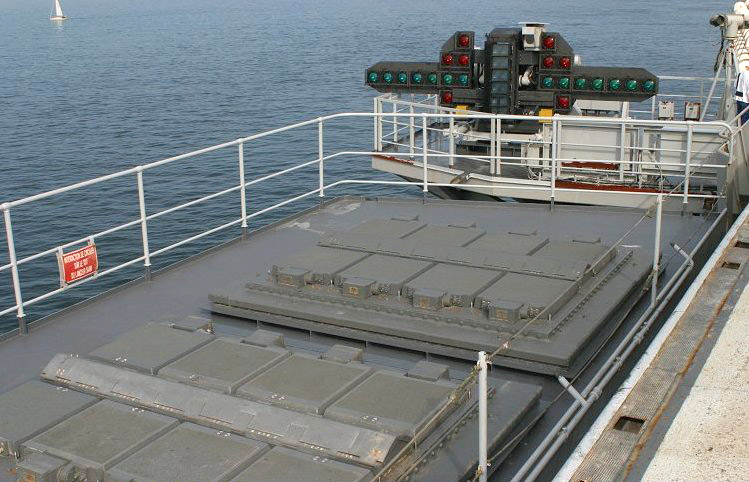
Raketensilos der Luftverteidigung und im Hintergrund das optische Landesystem

Die ersten Tests im Januar 1999 ergaben, dass es nötig war, die Landebahn zu verlängern, um Landungen der E-2C „Hawkeye“ zu ermöglichen. Solche Arbeiten waren bereits auf der Foch und der Clemenceau notwendig gewesen, um damals die Landung der F-8 „Crusader“ zu ermöglichen. Diese Tatsache wurde von der französischen Öffentlichkeit ungern gesehen, da der Bau zu diesem Zeitpunkt bereits doppelt so teuer geworden war wie ursprünglich veranschlagt. Die Kosten für die Verlängerung in Höhe von 5 Millionen Francs entsprechen allerdings gerade einmal 0,025 % des Gesamtbudgets der Charles de Gaulle.
Am 28. Februar 2000 löste ein Test der Nuklearreaktoren einen Brand von Isolationsmaterialien aus, was zu einer starken Rauchentwicklung führte.
In der Nacht vom 9. auf den 10. November 2000, während der Träger in Richtung Norfolk (Virginia) unterwegs war, brach der Backbordpropeller; das Schiff musste nach Toulon zurückkehren, um den Propeller austauschen zu lassen. Die darauffolgende Untersuchung zeigte, dass die Ersatzpropeller die gleichen strukturellen Fehler aufwiesen. Die Schuld daran trug der Zulieferer. Bis zu einer endgültigen Lösung wurden provisorisch die veralteten Propeller der Clemenceau und Foch benutzt, was die Spitzengeschwindigkeit von 27 auf 25 Knoten senkte, den Flugbetrieb allerdings nicht einschränkte.
Am 5. März 2001 stach der Träger mit den zwei älteren Propellern erneut in See und erreichte eine Spitzengeschwindigkeit von 25,2 Knoten. 2009 wurden neue Propeller eingebaut, da die optimale Trägergeschwindigkeit für den Betrieb der neuen Version des Kampfflugzeuges Rafale 27 Knoten beträgt.
Am 18. Mai 2001 wurde die Charles de Gaulle offiziell bewaffnet. Zu diesem Zeitpunkt hatte sie bereits den Ruf, ein Milliardengrab zu sein. Von Juli bis Oktober 2001 musste die Charles de Gaulle erneut ins Dock, da einer der Propeller Lautstärken von etwa 100 dB erzeugte, was den hinteren Teil des Schiffes unbewohnbar machte. Am 8. November 2001 fiel ein Seemann, der Wartungsarbeiten erledigte, aufgrund eines Gaslecks in Ohnmacht. Ein weiterer Seemann versuchte, ihn zu retten, und fiel ebenfalls in Ohnmacht. Beide wurden von medizinischen Mannschaften gerettet und in ein Krankenhaus nach Toulon gebracht. Beide Seeleute überlebten den Vorfall, doch die Charles de Gaulle geriet erneut massiv in die öffentliche Kritik.

### Aktiver Dienst

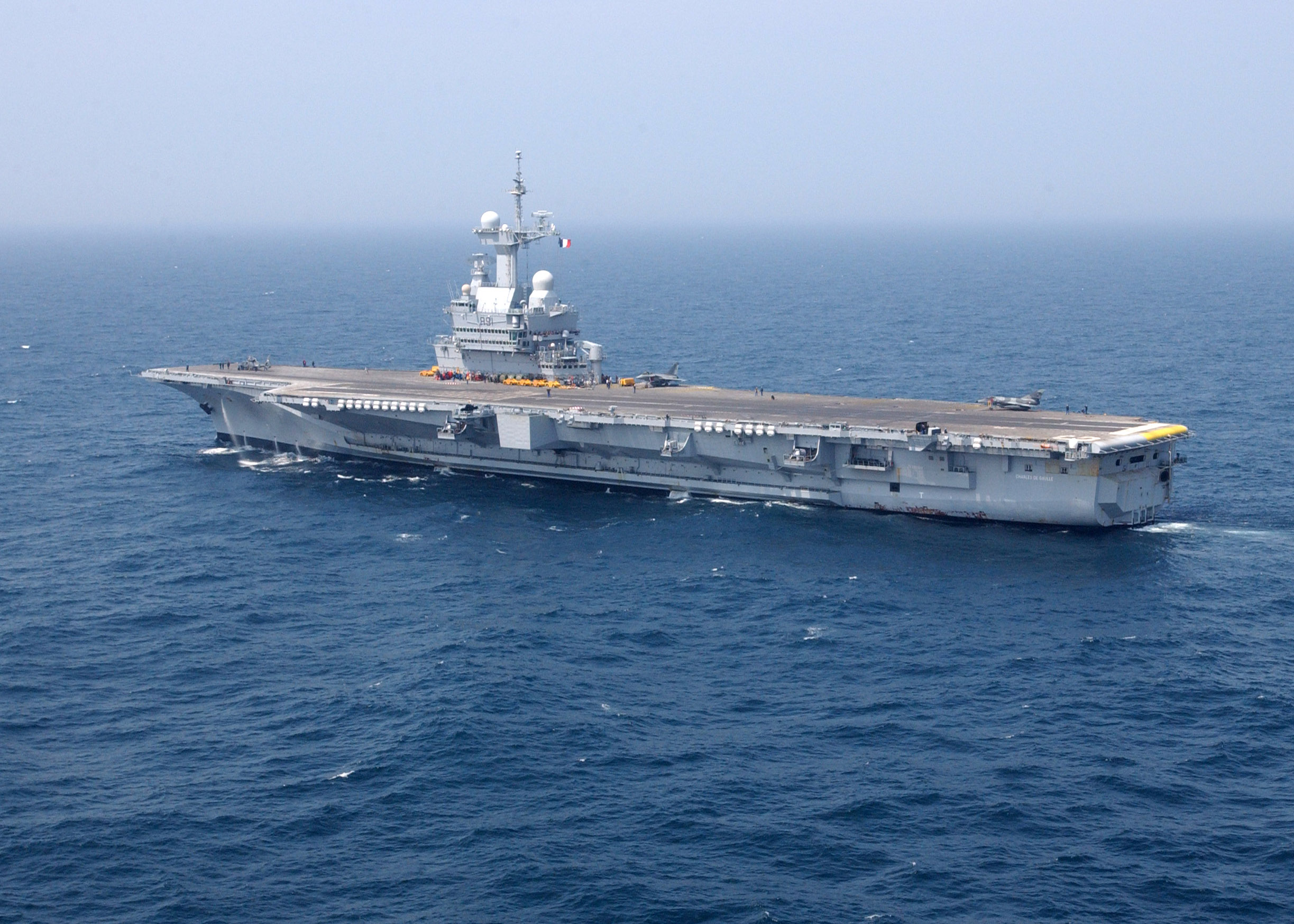
Die Charles de Gaulle im Atlantik. Aufnahme vom 20. Mai 2005

Am 16. September 2001 berichtete die Presse über anormale radioaktive Werte an Bord des Trägers. Vermutlich war dies auf eine defekte Isolationsleitung zurückzuführen.
Während die Vereinigten Staaten die Antwort auf die Anschläge des 11. September 2001 in Form der Operation Enduring Freedom organisierten, beschwerte sich die französische Presse über einen Mangel an eigener militärischer Schlagkraft. Gleichzeitig berichtete die Verteidigungskommission, die Qualität der Wartung der Flotte sei mangelhaft. In diesem Kontext wurde die Charles de Gaulle, die erneut in Reparatur war, wieder Ziel der Kritik. Der ehemalige Staatspräsident Valéry Giscard d’Estaing sprach von einem „demi porte-avions“ („halber Flugzeugträger“). Anschließend nahm die Charles de Gaulle mit mehreren anderen französischen Kriegsschiffen an der Operation „Heracles“ teil und unterstützte mit ihren Flugzeugen vom Typ Super Étendard die Koalitionstruppen in Afghanistan. Insgesamt dauerte diese Mission sieben Monate, bis die Charles de Gaulle am 10. Juli 2002 wieder in Toulon einlief.
In den folgenden Jahren absolvierte der Träger regelmäßig Einsätze, vorwiegend im Indischen Ozean.
Am 31. Juli 2007 wurde die Charles de Gaulle zu einer längeren Überholungspause in ein Trockendock in Toulon verlegt. Hauptpunkte waren die Erneuerung der elektronischen Infrastruktur, die Anpassung der Schiffstechnik an die Version F3 der Rafale und der Austausch der Reaktorbrennstäbe. Auch der Austausch der Ersatzschrauben gehörte zum Programm, das den Träger bis zum März 2009 lahmlegte. Nach Problemen mit Vibrationen und starkem Verschleiß im Antriebssystem verzögerte sich die Wiederindienststellung jedoch auf Dezember 2009.

#### Link 16

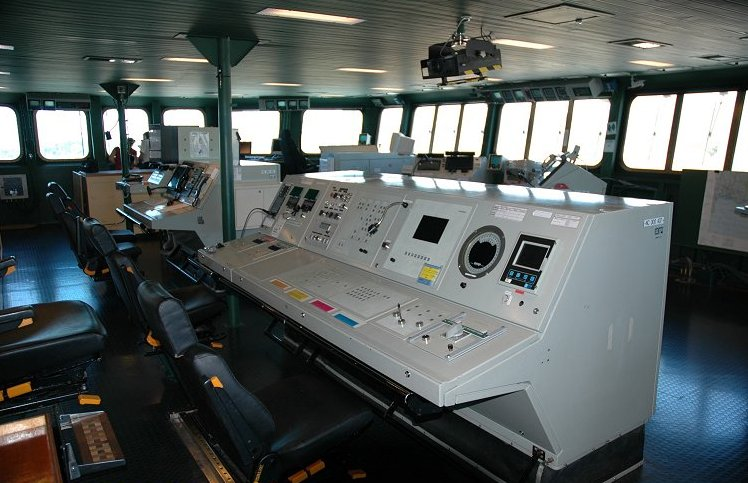
Brücke der Charles de Gaulle

Am 11. Oktober 2001 nahmen vier AWACS-Flugzeuge, die Fregatte Cassard und die Charles de Gaulle erfolgreich am Test der „Link 16“ teil, einem neuen speziell gesicherten Netzwerk. Das Netzwerk ermöglicht die Echtzeitüberwachung des Flugverkehrs zwischen Südengland und dem Mittelmeer. Die Daten wurden der Flugabwehr-Fregatte Jean Bart per „Link 11“ in Echtzeit übertragen.

#### Die Operation Herakles in Afghanistan

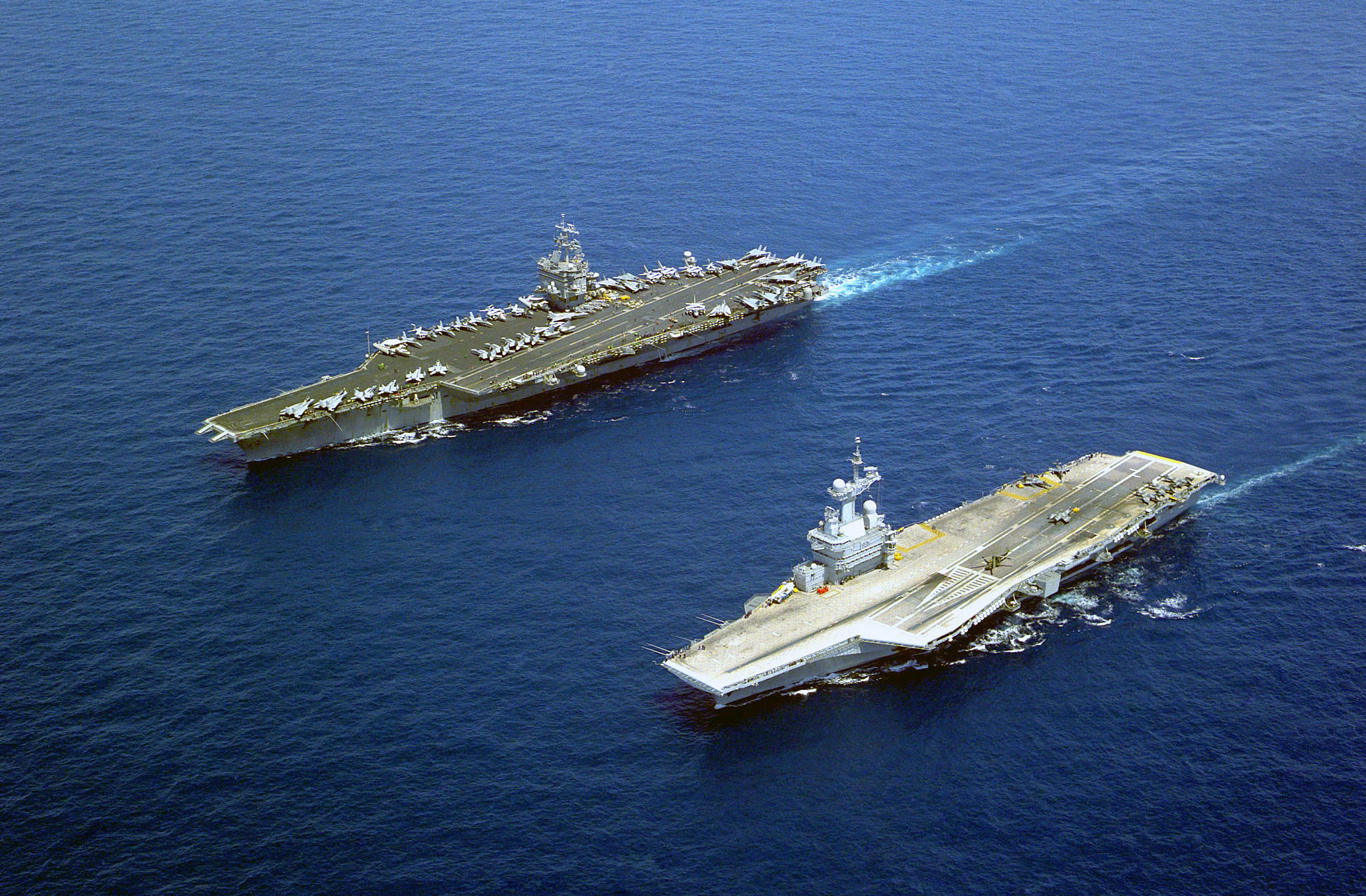
Die Charles de Gaulle (vorne) zusammen mit der Enterprise, dem ersten atomar angetriebenen Flugzeugträger; Aufnahme vom 16. Mai 2001

Am 21. November 2001 entschied Frankreich, die Charles de Gaulle in den Indischen Ozean zu entsenden und die Operation Herakles der Vereinten Nationen in Afghanistan zu unterstützen. Die „Task Force 473“, mit 2900 Mann unter dem Kommando von Konteradmiral François Cluzel begann am 1. Dezember. Die Task Force bestand aus dem Flugzeugträger Charles de Gaulle, den Fregatten La Motte-Picquet, Jean de Vienne und Jean Bart, dem nuklearen Jagd-U-Boot Rubis, dem Versorgungsschiff Meuse und dem Aviso Commandant Ducuing. Die französischen Luftstreitkräfte innerhalb der Task force 473 bestanden aus 16 Super Étendards, einer E-2C Hawkeye, zwei Rafale und mehreren Helikoptern.
Am 17. Dezember 2001 wurde die Task Force 473 in die internationalen Streitkräfte an der Seite der US-amerikanischen Flugzeugträger Theodore Roosevelt und John C. Stennis sowie der italienischen Giuseppe Garibaldi integriert. Die Streitkräfte bestanden aus über 100 französischen, amerikanischen, kanadischen, britischen, deutschen, italienischen, niederländischen, australischen, spanischen und japanischen Schiffen unter dem internationalen alliierten Kommando in Bahrain. Die Super Étendards starteten ihre erste Afghanistan-Mission am 19. Dezember 2001 mit der Aufklärung und Bombardierung von Zielen in 3.000 km Entfernung. Insgesamt wurden 140 Missionen geflogen, im Schnitt zwölf pro Tag. Dabei konnten die Flugzeuge Angriffe von insgesamt fünf FIM-92-Stinger-Raketen abwehren.
Am 18. Februar 2002 registrierte der Beobachtungssatellit Helios anomale Aktivitäten bei Gardez. Nachdem Spezialeinheiten des US-Heers dies vor Ort bestätigt hatten, wurden am Tag darauf zwei Aufklärer des Typs Super Étendards von der Charles de Gaulle gestartet. Am 20. Februar drangen britische und amerikanische Streitkräfte in das Tal ein, und am 2. März begann die Operation Anaconda.
Im März griffen Super Étendards und sechs landgestützte Mirage 2000 Ziele der Al-Qaida an. Einige von den Amerikanern vorgeschlagene Ziele wurden aus Sorge vor zivilen Opfern abgelehnt. Dennoch lobte der US-amerikanische Präsident George W. Bush am 11. März 2002 den Einsatz mit den Worten: „unser guter Alliierter Frankreich, der für Operation Enduring Freedom ein Viertel seiner Flotte zur Verfügung stellte“. Zu dieser Zeit war die Schlagkraft auf 16 Super Étendards, sechs Mirage 2000 D, fünf Rafale und zwei Luftraumüberwachungsflugzeuge Grumman E-2 Hawkeye erweitert worden. Zwei landgestützte Tankflugzeuge vom Typ Boeing KC-135 erweiterten die Einsatzdauer der Maschinen über Afghanistan erheblich. Ab Februar tauschten die Charles de Gaulle und die John C. Stennis untereinander Flugzeuge aus, um die Bindung zwischen den Alliierten zu vertiefen.
Am 2. Mai erreichte die Charles de Gaulle Singapur, um einen Zwischenstopp einzulegen und am 18. Mai in Richtung Oman weiterzufahren. Zur gleichen Zeit begannen die Spannungen um die Irakfrage. Vizeadmiral François Cluzel teilte der Presse mit: „Frankreich ist gegen jegliche gegen den Irak gerichteten Aktionen. Sollte etwas unternommen werden, wird Frankreich höchstwahrscheinlich nicht Teil der Koalition sein“.

#### Rettungsmission
Am 9. Oktober 2009 empfing die „CrossMed“ (Regional Operational Centre for Monitoring and Rescue in Mediterranean Sea) einen Notruf der Babolin, eines leckgeschlagenen 8-m-Boots. Die Charles de Gaulle, die auf einem Manöver war, schickte einen Helikopter in den Sektor, der trotz schweren Seegangs, Windgeschwindigkeiten von 35 Knoten und schlechter Sicht die drei Männer der Besatzung retten konnte.

#### Hafenbesuch in Cuxhaven

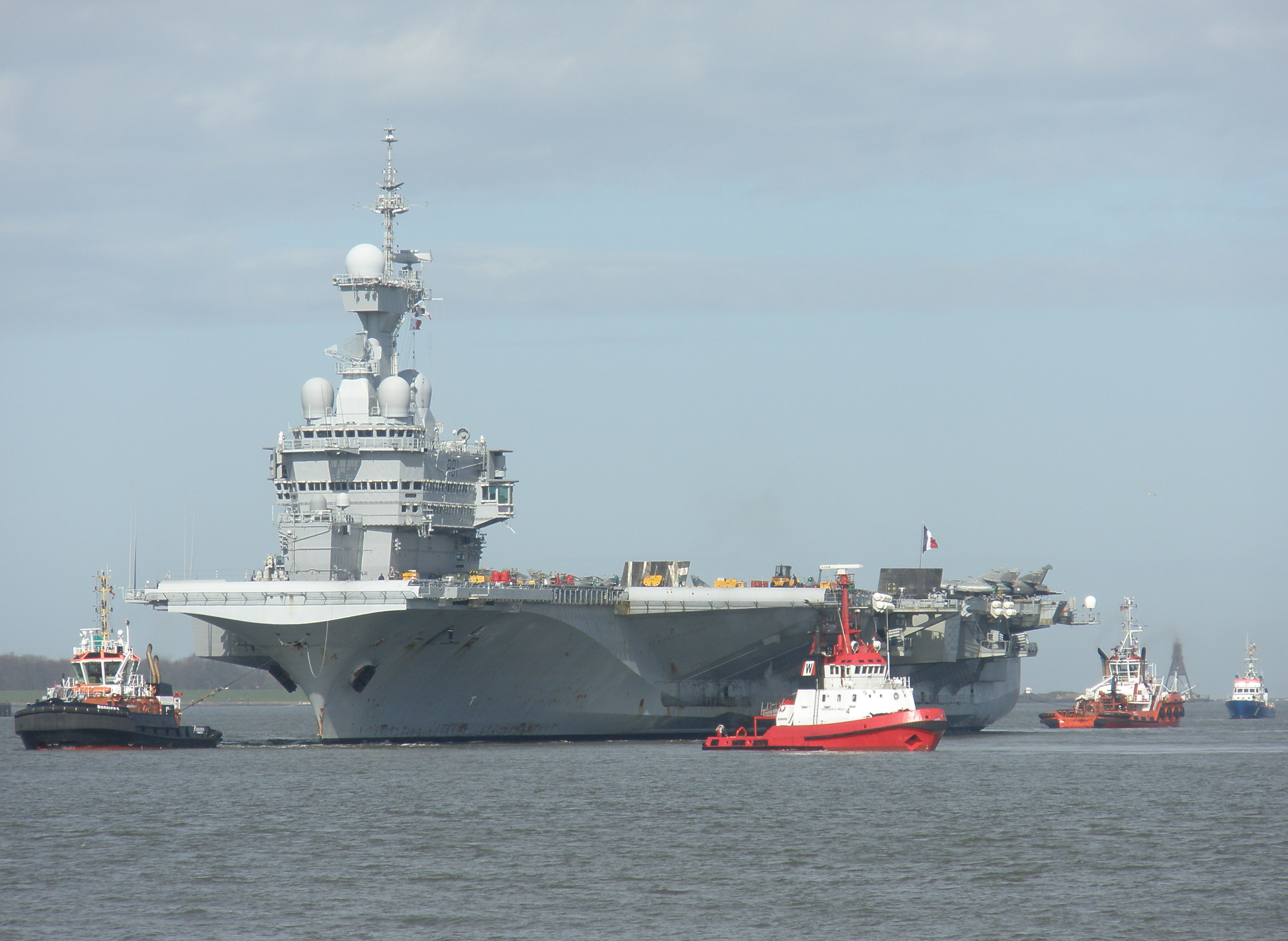
Die Charles de Gaulle bei der Ankunft in Cuxhaven am 9. April 2010

Am 9. April 2010 besuchte die Charles de Gaulle in Begleitung der beiden Fregatten Cassard und Forbin erstmals einen deutschen Hafen. Der Flugzeugträger lag vom 9. bis zum 11. April 2010 am Steubenhöft in Cuxhaven an und nahm danach am NATO-Manöver „Brilliant Mariner“ in der Nordsee teil.

#### Antiterror-Einsatz
Nach dem Anschlag auf Charlie Hebdo in Paris am 7. Januar 2015 wies Präsident François Hollande den Flugzeugträger Charles de Gaulle an, vom Indischen Ozean aus den Einsatz gegen den IS zu unterstützen. Im Februar und März diente der Träger als Basis für die Angriffe der französischen Luftwaffe gegen IS-Stellungen in Syrien. Nach Abschluss von Wartungsarbeiten sollte die Charles de Gaulle am 18. November 2015 den Hafen Toulon verlassen, als Einsatzgebiet war der Persische Golf, das Eintreffen im Zielgebiet für Mitte Dezember vorgesehen. Nachdem es am 13. November 2015 zu einer erneuten Serie von Anschlägen in Paris gekommen war, legte Hollande als neues Zielgebiet das östliche Mittelmeer fest. Der russische Präsident Putin wies den dort operierenden Kreuzer Moskwa an, mit dem französischen Schiff zu kooperieren. Unmittelbar zuvor hatte der Leiter des russischen Inlandsgeheimdienstes, Alexander Bortnikow mitgeteilt, dass man für den Absturz einer russischen Passagiermaschine am 31. Oktober 2015 ebenfalls von einem Terroranschlag ausgehe. Ab dem 23. November 2015 wurden Kampfjets der Charles de Gaulle für Angriffe auf IS-Stellungen in Syrien zum Einsatz gebracht.

### Wartung
Ab Februar 2017 lag die Charles de Gaulle im Hafen von Toulon, um generalüberholt zu werden. Zu den Wartungsarbeiten, die für etwa 18 Monate geplant waren, gehörten ein Tausch der Brennelemente, der Umbau des Decks für den ausschließlichen Einsatz der Rafale (die Super Étendards wurden außer Dienst gestellt) sowie von Sensoren und Aufklärungssystemen. Im März 2019 kehrte sie in den regulären Dienst zurück.

### SARS-CoV-2-Infektionen
Am 17. April 2020 wurde bekannt, dass 1041 Besatzungsmitglieder des Flugzeugträgers und seiner Begleitschiffe positiv auf SARS-CoV-2 getestet worden sind. Daraufhin fuhr das Schiff am 19. April 2020 in den Heimathafen Toulon. Alle 2300 Besatzungsmitglieder wurden getestet, die Soldaten in Toulon und Umgebung für 14 Tage isoliert. Das Schiff hatte zuletzt einen Zwischenstopp vom 13. bis 16. März in Brest gehabt. Nach bisher unbestätigten Meldungen waren die ersten Erkrankungen Anfang April aufgetreten.

### Nachfolger
Das PANG-Projekt wurde gestartet, um einen neuen Flugzeugträger als Nachfolge der Charles de Gaulle zu entwickeln. Das Schiff wird wieder über einen nuklearen Antrieb verfügen, wird aber mit einer Länge von 305 Metern und einer Verdrängung von 75.000 Tonnen deutlich größer ausfallen.

## Trivia
- Der Sitz des Kapitäns wurde von DS Automobiles entwickelt und kommt auch in der Oberen Mittelklasselimousine DS 9 zum Einsatz.
- Die Charles de Gaulle hat einen Auftritt in Gemo 13, einem französischen Action- und Spionagefilm.
- In dem Buch Operation Elite von Matthew Reilly hat die Charles de Gaulle ebenfalls einen Auftritt.